# Limited Deadition
Limited Deadition es el decimotercer álbum de estudio de la banda de hard rock finlandés Lordi, con fecha de publicación el 21 de marzo de 2025. El 13 de diciembre se lanzó el primer sencillo del álbum, «Syntax Terror» junto a un videoclip. Ya en 2025, el 17 de enero, se publicó el segundo sencillo del álbum, «Retropolis». Para promocionar su lanzamiento, el grupo inició la gira europea Limited Tour '25.

## Grabación
La grabación del álbum empezó en marzo de 2024 en los estudios Finnvox, ubicados en Helsinki, Finlandia. La grabación tuvo lugar con el productor Pauli Saastamoinen, siendo la segunda vez que produce un álbum de Lordi tras el lanzamiento de Screem Writers Guild.

## Lista de canciones
| N.º   | Título                                  | Letras                            | Música                         | Duración |  |
| 1.    | «SCG XIX The Hexecutioners»             | Mr. Lordi, Tracy Lipp, Ralph Ruiz | Mr. Lordi                      | 0:54     |  |
| 2.    | «Legends Are Made Of Clichés»           | Mr. Lordi, Tracy Lipp             | Mr. Lordi                      | 3:58     |  |
| 3.    | «Syntax Terror»                         | Mr. Lordi, Tracy Lipp             | Mr. Lordi                      | 4:10     |  |
| 4.    | «Skelephant In The Room»                | Mr. Lordi, Tracy Lipp             | Mr. Lordi, Mr. Hiisi           | 3:44     |  |
| 5.    | «SCGTV Saturday Night Main Event»       | Mr. Lordi, Tracy Lipp, Ralph Ruiz | Mr. Lordi                      | 0:20     |  |
| 6.    | «Killharmonic Orchestra»                | Mr. Lordi, Tracy Lipp             | Mr. Lordi, Mr. Kone            | 3:39     |  |
| 7.    | «Collectable»                           | Mr. Lordi, Tracy Lipp             | Mr. Lordi, Mr. Kone            | 4:20     |  |
| 8.    | «SCGTV Saturday Night Main Event»       | Mr. Lordi, Tracy Lipp, Ralph Ruiz | Mr. Lordi                      | 0:54     |  |
| 9.    | «Fangoria»                              | Mr. Lordi, Tracy Lipp             | Mr. Lordi                      | 3:41     |  |
| 10.   | «Hellizabeth»                           | Mr. Lordi, Tracy Lipp             | Mr. Lordi                      | 3:40     |  |
| 11.   | «SCGTV The Hexecutioners Season Finale» | Mr. Lordi, Tracy Lipp, Ralph Ruiz | Mr. Lordi                      | 0:30     |  |
| 12.   | «Retropolis»                            | Mr. Lordi, Tracy Lipp             | Mr. Lordi, Mr. Kone            | 3:29     |  |
| 13.   | «Frighteousness»                        | Mr. Lordi, Tracy Lipp             | Mr. Lordi                      | 3:08     |  |
| 14.   | «SCGTV Crazeee Ralph Promo»             | Mr. Lordi, Tracy Lipp, Ralph Ruiz | Mr. Lordi                      | 0:41     |  |
| 15.   | «Limited Deadition»                     | Mr. Lordi, Tracy Lipp             | Mr. Lordi                      | 4:05     |  |
| 16.   | «You Might Be Deceased»                 | Mr. Lordi, Tracy Lipp             | Mr. Lordi, Mr. Hiisi, Mr. Kone | 3:31     |  |
| 44:44 |                                         |                                   |                                |          |  |

## Créditos
- Mr. Lordi - Vocalista
- Kone - Guitarrista
- Hiisi - Bajista
- Hella - Teclista
- Mana - Batería

## Posicionamiento
| Año  | Listas             | Semana | Posición |
| ---- | ------------------ | ------ | -------- |
| 2025 | Finlandia (Top 50) | 13     | 28       |
| 2025 | Alemania (Top 100) | 13     | 30       |
| 2025 | Suiza (Top 100)    | 13     | 47       |
| 2025 | Austria (Top 100)  | 13     | 64       |